# Халахальня
Халахальня — деревня в Печорском районе Псковской области России. Входит в состав сельского поселения «Новоизборская волость».
Расположена в 4,5 км к северу от волостного центра, деревни Новый Изборск, и в 1 км к юго-востоку от деревни Лесицко. В 4 км к северу от деревни — Псковское озеро.

## Население
Численность населения деревни на конец 2000 года составляла 16 жителей.
| 2001 | 2002 | 2010 |
| ---- | ---- | ---- |
| 16   | ↘8   | ↘4   |

## История
В документах XVI века это место, холм в форме колокола, называлось «Колокольня», но в условиях смешанного русско-эстонского населения это название транформировалось в «Халахальня». В прошлом, сельцо Халахальня принадлежало Корсаковым, в конце XVIII века оно уже входило во владения надворного советника Сумарицкого, а в 1831 году, было куплено одним из баронов Медемов, в 1860 году перешло в качестве приданого баронессы Марии фон Медем (1836—1907), вышедшей замуж за Георга Карловича фон Бюнтинга — во владение рода Бютингов (фон Бюнтинг). В 1917—1919 годах усадьба была разграблена и разрушена. В 1920—1930-е годы представители Медем-Бютингов возвращались в имение (так как Печорский район входил в состав Эстонии). Сегодня ведутся работы по восстановлению усадьбы.